# Pfarrwiese
Il Pfarrwiese, talvolta citato come Rapid-Platz, è stato uno stadio calcistico situato a Vienna, nel XIV distretto.
Fu inaugurato nel 1912 e utilizzato dal Rapid Vienna per le partite casalinghe fino al 1978.

## Storia
Lo stadio, progettato da Eduard Schönecker, fratello dell'allenatore del Rapid Dionys, venne inaugurato il 28 aprile 1912, con una partita contro il Wiener AC vinta 2-1. Inizialmente poteva contenere 4.000 spettatori, ma la sua capienza fu presto aumentata. Nel 1920 fu costruita la tribuna portando il totale a 20.000 posti.
Nuovi lavori di restauro e ampliamento furono conclusi nel 1921. Il 2 ottobre di quell'anno si giocò la partita contro il Floridsdorfer AC in uno stadio assai rinnovato. Il risultato finale è 6-4.
Nel secondo dopoguerra può ospitare 25.000 spettatori. Come ricorda Hans Krankl, esisteva una curiosa particolarità, in quanto la tribuna si trovava a circa 1,50 m sotto il livello del terreno, per cui gli spettatori della prima fila sporgevano con la sola testa all'altezza del campo.
Negli anni settanta, a causa della scarsità di parcheggi, viene proposto di realizzare un prolungamento autostradale a poca distanza dallo stadio, ma il progetto naufraga quando il Rapid abbandona il Pfarrwiese per il nuovo Weststadion, costruito nel 1977.
L'ultima partita giocata dal Rapid in questo stadio fu quella del 22 aprile 1978 contro l'Admira/Wacker, una vittoria per 6-0.
L'impianto fu demolito nel 1981. Oggi, sull'area un tempo occupata dal Pfarrwiese, sorge un complesso sportivo con numerosi campi da tennis.